# Briggs Automotive Company
 (novembre 2021).
Si vous disposez d'ouvrages ou d'articles de référence ou si vous connaissez des sites web de qualité traitant du thème abordé ici, merci de compléter l'article en donnant les références utiles à sa vérifiabilité et en les liant à la section « Notes et références ».
Briggs Automotive Company (BAC) est un petit constructeur automobile britannique de véhicules sportifs basé à Speke, un quartier de Liverpool en Angleterre.

## Histoire
L'entreprise a été fondée en 2009 par les frères Neill et Ian Briggs pour produire des voitures à caractère résolument sportif spécialement conçues pour les passionnés.
Le premier véhicule ainsi créé est la Mono, qui vise à procurer une « pure expérience de conduite », comme l'attestent certains choix techniques tels que la position centrale du poste de pilotage.

## BAC Mono
| BAC Mono              | BAC Mono                            |
| --------------------- | ----------------------------------- |
| Constructeur          | Briggs Automotive Company           |
| Années de production  | de 2011 à...                        |
| Groupe motopropulseur |                                     |
| Moteur                | Atmosphérique, 4 cylindres en ligne |
| Cylindrée             | 2 488 cm3                           |
| Puissance max.        | 309 chevaux                         |
| Couple max.           | 308 N m                             |
| Boîte de vitesses     | Séquentielle à 6 rapports           |
| Dimensions            |                                     |
| Empattement           | 2 565 mm                            |
| Longueur              | 3 952 mm                            |
| Largeur               | 1 836 mm                            |
| Hauteur               | 1 110 mm                            |
| Poids à sec           | 580 kg                              |

Pour concevoir la Mono, lancée en 2011, des ingénieurs des entreprises Cosworth puis Mountune (moteur), Hewland (boîte de vitesses), Sachs (suspensions), AP (embrayage et freins) et Kumho Tires (pneumatiques) ont prêté main-forte à ceux de BAC.
La Mono emploie une caisse en matériaux composites à base de fibre de carbone fixée sur un châssis en acier, s'inspirant des principes de construction des voitures de course de DTM. Le « nez » du véhicule offre un compartiment de rangement et peut aussi jouer le rôle d'absorbeur de choc.
Depuis 2016, la Mono est mue par un moteur Mountune 4 cylindres en ligne de 2,5 litres de cylindrée (précédemment Cosworth de 2,3 litres de cylindrée, 280 chevaux et 280 N m), développant 308 N m et 309 chevaux (dont la base est le moteur Ford Duratec). Celui-ci est monté longitudinalement pour offrir le meilleur équilibre à la voiture. La boîte de vitesses, développée par Hewland, est de type séquentielle semi-automatique à 6 rapports et répond aux spécifications F3.
La répartition des masses de la Mono a été pensée pour abaisser au maximum son centre de gravité. Ses pneumatiques, des Kumho V70a, ont été conçus spécifiquement pour le modèle. En 2014, les freins carbone-céramique en partenariat avec Surface Transforms entrent au catalogue des options afin de diminuer encore les masses non suspendues. Depuis 2016, le client peut également spécifier pour 9 950 £ des jantes composites carbone-aluminium Dymag dans le même but (5,7 kg à l'avant et 6 kg pour les roues arrière).
Lors de la production, chaque véhicule est construit de façon personnalisée en fonction des mensurations de l'acheteur (taille du siège, éloignement des pédales, position du volant...). Des éléments de carrosserie en graphène, matériau innovant 20% plus léger que le carbone, peuvent également être spécifiés depuis 2017.
La Mono a effectué un temps de 1 min 14 s 3 sur la piste d'essai de Top Gear, ce qui fait d'elle une des voitures les plus rapides avec des pneumatiques homologués route.
Fin 2012, la BAC Mono a été introduite dans Need for Speed: Most Wanted. Elle apparaît aussi dans Grid 2 (2013), DriveClub (2014), Project CARS Forza Motorsport 6 (2015), Forza Horizon 3 (2016), Forza Horizon 4 (2018), et Forza Horizon 5 (2021).

### Récompenses
- GQ Track Day Car of the Year 2012[5]
- Top Gear Stig's Car of the Year 2011[6]
- Steve Sutcliffe's « Car of the Year »[7]
- Xcar Best Drive 2012–2013 « Editor's Choice »[8]